# Padel-Bundesliga
Die Padel-Bundesliga (Eigenschreibweise: Padel Bundesliga) ist die höchste deutsche Spielklasse im Padel. Sie wird organisiert vom Deutschen Padel Verband.

## Historie
Der Deutsche Padel Verband organisiert die Padel-Bundesliga seit 2020, zunächst nur mit Herren-Teams. Sie ist von Beginn an von der Federation of European Padel (FEPA) und der International Padel Federation (FIP) anerkannt. Ab 2023 kam eine 2. Bundesliga hinzu, ab 2024 Regionalligen, ab 2025 Oberligen.

## Modus
Eine Mannschaft besteht aus jeweils drei Doppel. Der Wettbewerb gliedert sich in die Phasen:
- Gruppenphase: Die Teams spielen in regional eingeteilten Gruppen im Round-Robin-Modus.
- Finalphase: Die besten Teams jeder Gruppe qualifizieren sich für die Endrunde, in der der Deutsche Meister ermittelt wird.
- Abstiegs- und Aufstiegsrunden: Teams kämpfen um den Verbleib in ihrer Liga oder den Aufstieg in die nächsthöhere Spielklasse.

## Deutsche Meister
In den Mannschaftswettbewerben wurden folgende Mannschaften Sieger der Bundesliga. 2020 musste die laufende Saison wegen der Covid-19-Pandemie abgebrochen werden.
| Jahr | Herren       | Damen             | Herren 35     | Damen 35        | Herren 45    | Damen 45  | Herren 55     |
| ---- | ------------ | ----------------- | ------------- | --------------- | ------------ | --------- | ------------- |
| 2020 | abgebrochen  |                   |               |                 |              |           |               |
| 2021 | TC Weiden    |                   |               |                 |              |           |               |
| 2022 | STC Oberland | TC Weiden         | STC Oberland  |                 | Padel Wallau |           | TC Weiden     |
| 2023 | TC Weiden    | Gärtner Sportpark | TC Grötzingen | TC Pleidelsheim | TG Nord      | TC Weiden | TC Weiden     |
| 2024 | TC Weiden    | Gärtner Sportpark | STC Oberland  | TC Pleidelsheim | TG Nord      | TC Weiden | Padelschwaben |